# Cima Una
Cima Una (Einserkofel in tedesco) è una montagna delle Dolomiti (Dolomiti di Sesto), alta 2.698 m s.l.m.. Assieme ad altre cime dolomitiche, va a costituire la meridiana di Sesto.

## Descrizione
La Cima Una è il bastione d'angolo di una imponente muraglia, insieme alle crode Fiscaline, che chiude a sud la val Fiscalina ed è famosa per la sua parete nord, alta 800 m.

## Le frane

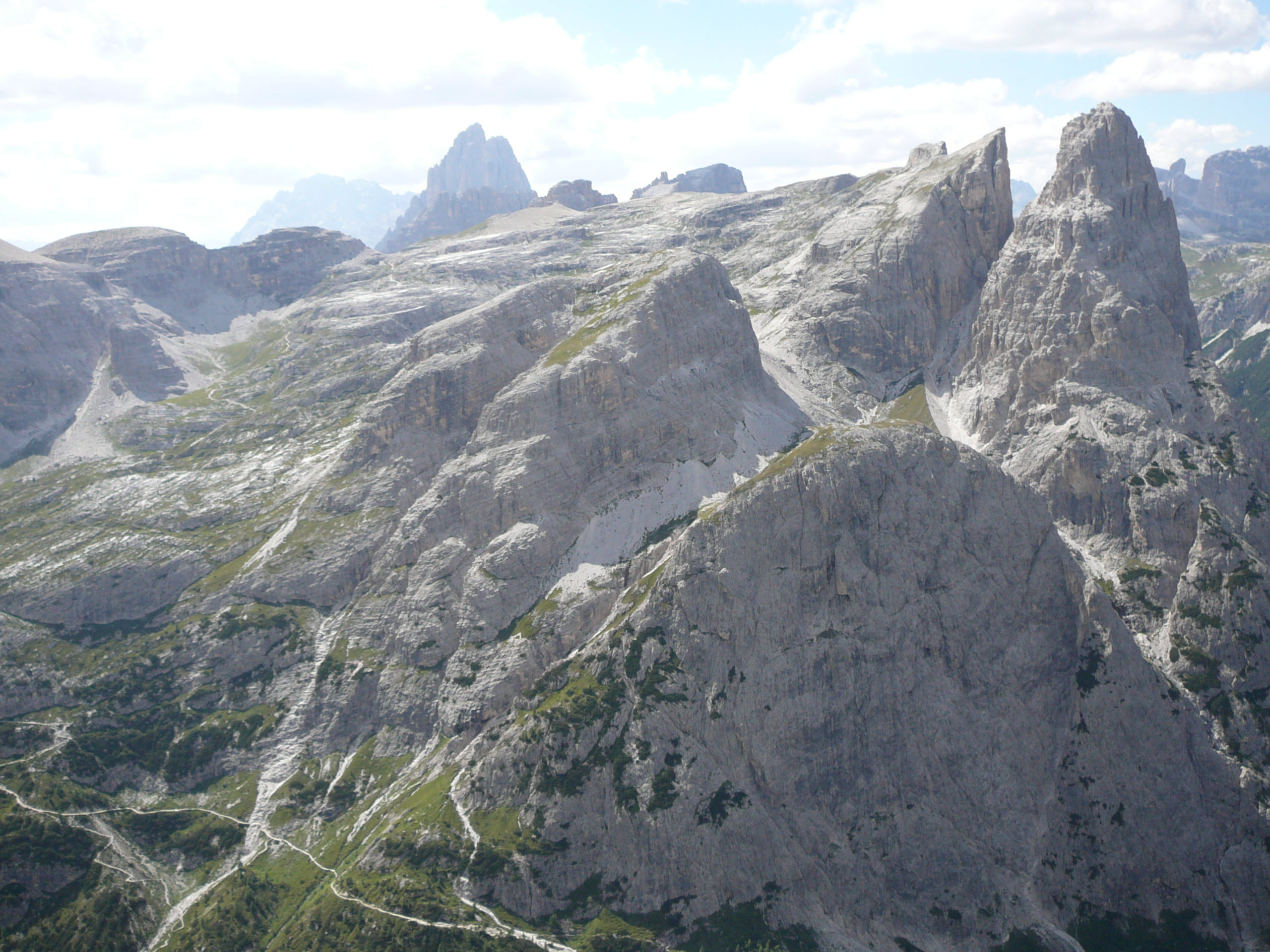
Panorama delle Tre Cime di Lavaredo, il monte Paterno e Cima Una

La mattina del 12 ottobre 2007 alle 8:40 si è staccata una frana di una certa consistenza dal lato del monte che dà nella val Fiscalina. La stima della consistenza della frana varia da 60.000 a 150.000 metri cubi di materiale. Il lastrone che è scivolato a valle aveva un'ampiezza di 100x30x10 metri, e fortunatamente nella caduta non ha causato danni a cose o persone, ma solamente una grande nube polverosa, visibile anche da lontano.
Se invece si parla in termini tecnici-geologici, la frana in sé viene considerata di modeste proporzioni, specie se confrontata con quella avvenuta circa 10.000 anni fa, al passo di Fern in Tirolo, che ha provocato la caduta di 1 km³, ovvero 1 miliardo di metri cubi di materiale, pari quindi a diecimila volte la frana di Cima Una.
Un'altra frana è avvenuta il 20 luglio 2011, sempre dallo stesso versante. Il materiale franato è stato stimato in circa 500 metri cubi, quindi molto meno della precedente frana che ha fatto precipitare una massa di 60.000 metri cubi di materiale roccioso.

## Alpinismo
La prima ascensione avvenne nel 1879, compiuta da Loránd Eötvös e le guide Michel Innerkofler e F. Happacher tramite la parete sud. La grande parete nord fu superata lungo la porzione a sinistra dello sperone sinistro da G. S. Phillimore, A. G. S. Raynor con le guide A. Dimai e M. Innerkofler nel 1898. Successivamente O. Langl ed E. Heigl, nel 1910 superarono anche il suddetto sperone. La vera e propria parete nord, nella sua porzione centrale, verticale e dominata da grandi strapiombi fu vinta nello stesso anno da uno dei più forti alpinisti di sempre: Angelo Dibona, con i fratelli Guido e Max Mayer e le guide A. Dimai e Luigi Rizzi. Dibona realizzò qui una delle sue imprese più audaci e temerarie, vincendo difficoltà estreme per quei tempi e non solo. Nel 1913 si cimentarono con la grande parete anche Adolf Deye, H. Fiechtl e O. Katzer salendo un poco a destra della via Dibona.
Durante la prima guerra mondiale la Cima Una divenne il pilastro avanzato della linea italiana, dopo un'iniziale occupazione austriaca che la utilizzarono come vedetta per l'artiglieria, fu presa nella notte del 26 agosto del 1915 da una pattuglia di Alpini al comando del sottotenente Casali, che salì senza corde per la parete sud.
Nel 1928 fece la sua comparsa sulla montagna la celebre cordata di Hans Steger e Paula Wiesinger che tracciarono una difficile direttissima sulla parete nord, tuttora grande itinerario di VI grado, cui seguirono le vie di Poppinger e Fuchs nel 1931, Hantschel e Mariner nel 1934 e la via all'antecima ovest di Schober e Liebl nel 1938.

## Punti d'appoggio
- Rifugio Carducci, m 2.297
- Rifugio Zsigmondy-Comici, m 2.224
- Rifugio Pian di Cengia, m 2.528
- Rifugio Lavaredo, m 2.344
- Rifugio Auronzo, m 2.320
- Rifugio Antonio Locatelli, m 2.438